# Sichtermühle
Die Sichtermühle ist eine Kombination aus Mühle und Sichter für die Feinvermahlung in der Verfahrenstechnik. Es werden Feinheiten von 7–150 µm erreicht.
Eine mechanische Feinprallmühle und ein dynamischer Windsichter werden in ein Gehäuse integriert. Der Aufbau der Sichtermühle ermöglicht die zwei unterschiedlichen Prozessschritte Feinmahlung und Sichtung in nur einer Maschine.

## Aufbau

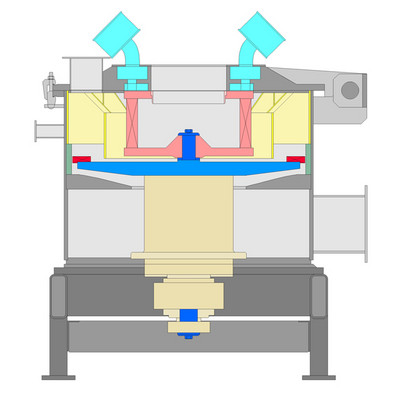
Schnittbild einer Sichtermühle

In einer Sichtermühle sind Feinprallmühle und Abweiserad-Windsichter in einem Gehäuse übereinander angeordnet. Die Prallvermahlung erfolgt zwischen Schlägern und Mahlbahn. Die Schläger sind auf einer Rotorscheibe befestigt und die Mahlbahn wird an der Gehäusewand montiert. Eine Rotorscheibe(auch Mahlscheibe genannt) lagert auf einer Antriebswelle. Das Sichtrad wird horizontal über der Rotorscheibe angeordnet.
Das Aufgabegut wird oberhalb der Mahlscheibe der Sichtermühle zugeführt zwischen Mahlbahn und Schlägern vermahlen. Das gewonnene Feingut wird zentral aus dem Sichtrad abgeführt mit der Mahl- und Sichtluft. Die Mahl- und Sichtluft gelangt über einen Stutzen unterhalb der Rotorscheibe in den Gehäuseinnenraum. Ein integrierter Luftleitring oder Gutring genannt wird zur Umlenkung der Luftströmung eingesetzt, so dass das Feingut zum Sichtrad transportiert wird.

## Funktionsweise
Das Mahlgut wird gravimetrisch oder pneumatisch auf die Mahlscheibe aufgegeben.
Die Mahlscheibe ist mit radialen Schlägern bestückt. Die Schläger erfassen die Partikel des Aufgabegutes, beschleunigen diese und schleudern sie gegen die Mahlbahn, welche an der Gehäusewand befestigt ist. Partikel werden hauptsächlich aufgrund des Aufpralles der Teilchen an der Mahlbahn zerkleinert. Teilchen erreichen hierbei Geschwindigkeiten von 40 – 100 m/s. Vereinzelt findet auch eine Zerkleinerung durch den Aufprall zweier Teilchen aufeinander statt.
Es wird Mahl- und Sichterluft dem Mahlraum zugeführt. Die Luft wird dabei unterhalb der Mahlscheibe eingespeist. Sie wird durch die Mahlzone zwischen Rotor und Leitschaufelkorb radial nach innen geleitet und die Luft wird durch den Feingutaustritt abgesaugt. Dies bedeutet, dass die Mahlluft prallbeanspruchte Teilchen, sogenanntes Feingut, mit der Luftströmung mittransportieren. Die prallbeanspruchten Teilchen gelangen somit zum Sichtrad.
Die Trennung von Grobgut und Feingut wird in einem Fliehkraftfeld realisiert. Die mit Partikeln beladene Luft wird durch einen Luftleitring entgegen der Fliehkraft nach innen angesaugt. Das Feingut wird nach innen durch das Sichtrad hindurch abgezogen und verlässt mit der Mahl- und Sichtluft über einen Feingutaustritt die Mühle. Das Grobgut wird am Sichtrad abgewiesen und gelangt mit dem Aufgabegut zurück zur Mahlscheibe. Das Grobgut wird dort erneut zerkleinert.

## Einsatzgebiete/Anwendungsbereich
Sichtermühlen werden in unterschiedlichen Industrien eingesetzt, in denen Trockenstoffe auf Feinheiten zwischen 7 und 150 µm vermahlen werden. Bei der Kalksteinvermahlung beispielsweise können Zielfeinheiten von d97= 10 µm erreicht werden.
Bekannte Einsatzgebiete von Sichtermühlen sind die Lebensmittelindustrie, die chemische und pharmazeutische Industrie, die Farben- und Lackindustrie oder im Kunststoffbereich.
Sichtermühlen werden je nach Anwendungsfall entweder mit einem Antrieb oder mit zwei Antrieben ausgestattet.
Bei Sichtermühlen mit nur einem Antriebsmotor haben Mahlscheibe und Sichtrad die gleiche Drehzahl. Dieser Mühlentyp wird beispielsweise bei der Rauchgasentschwefelung in Kraftwerken eingesetzt.
Bei Sichtermühlen mit zwei Antrieben werden Sichtrad und Mahlscheibe mit jeweils einem Antrieb ausgestattet. Diese Mühlen können bei einer Vielzahl von Anwendungen eingesetzt werden. Sie sind nicht auf eine Art des Mahlgutes und/oder gewünschter Körnung beschränkt.